# UltraSPARC T2
UltraSPARC T2 («Niagara 2») — многоядерный многопотоковый микропроцессор от Sun Microsystems. Является представителем семейства процессоров SPARC и последователем UltraSPARC T1. Sun начала продажи серверов с процессорами T2 в октябре 2007 года.
В апреле 2008 года Sun выпустила серверы с процессором UltraSPARC T2 Plus, который является версией UltraSPARC T2 с симметричной мультипроцессорностью. В 2010 году был представлен процессор-преемник SPARC T3.

## Особенности
UltraSPARC T2 предназначен для использования в веб-серверах, системах хранения данных и сетевых устройствах. Процессор производится по 65 нм технологии и имеет 8 ядер, каждое из которых может одновременно выполнять 8 потоков. Таким образом, процессор способен обрабатывать 64 конкурирующих потока. Другие новые особенности включают:
- Увеличение тактовой частоты с 1,2 до 1,4 ГГц
- Один порт PCI Express (x8 1.0) вместо интерфейса JBus
- Два порта 10 Gigabit Ethernet
- Размер кэша L2 увеличен с 3 до 4 МБ
- 2 целочисленных АЛУ на ядро вместо одного, каждое из которых разделяется группой из 4 потоков
- Одно устройство с плавающей точкой на ядро (а не на процессор, как раньше)
- Восемь устройств шифрования, каждое поддерживает DES, 3DES, AES, RC4, SHA1, SHA256, MD5, RSA-2048, ECC, CRC32.

## Системы
Процессор T2 используется в следующих продуктах Sun и Fujitsu:
- Sun/Fujitsu/Fujitsu Siemens SPARC Enterprise T5120 и T5220
- Sun Blade T6320 Server Module
- Sun Netra CP3260 Blade
- Sun Netra T5220 Rackmount Server

Sun предоставила компании Themis Computer лицензию на использование T2, в результате чего в 2008 был представлен первый сервер на основе T2, разработанный не Sun:
- Themis T2BC Blade Server, поддерживающий шасси IBM BladeCenter

Процессоры UltraSPARC T2 Plus используются в следующих 2-процессорных SMP серверах:
- Sun/Fujitsu/Fujitsu Siemens SPARC Enterprise T5140
- Sun/Fujitsu/Fujitsu Siemens SPARC Enterprise T5240

Процессор UltraSPARC T2 Plus используется в 4-процессорном сервере:
- Sun/Fujitsu/Fujitsu Siemens SPARC Enterprise T5440

## Виртуализация
Как и T1, T2 поддерживает гипер-привилегированный режим (Hyper-Privileged execution mode). В этом режиме работает гипервизор SPARC, который может разбить T2 на 64 логических домена (LDoms), в каждом из которых может работать своя операционная система.

## Потребление энергии
Пиковое потребление электроэнергии достигает 123 ватт, но обычно T2 потребляет 95 ватт. Это выше, чем 72 ватта, потребляемые T1, но Sun объясняет это более высокой системной интеграцией на кристалле.

## Обновление и улучшение приложений
В результате увеличения доли параллелизма на уровне нитей, доступного на платформах CoolThread, могут потребоваться различные усовершенствования в разработке приложений по сравнению с традиционными платформами. Использование параллелизма на уровне нитей в приложениях это ключ к успеху. Компания Sun опубликовала несколько статей в помощь разработчикам и администраторам приложений базирующихся на серверах с процессорами T1 и T2 с использованием технологии CoolThread. Вопросы основной статьи, «Улучшение приложений для многопоточных процессорных систем UltraSparc T1» адресованы ведущим разработчикам приложений. Так же опубликована статья об использовании криптографического акселератора процессоров T1 и T2.

## Кластер из T2 Plus
В лаборатории High Performance Computing Virtual Laboratory (HPCVL) в Канаде был построен компьютерный кластер из 78 серверов Sun SPARC Enterprise T5140. На каждом сервере T5140 установлено по 2 процессора T2 Plus с частотой 1,2 ГГц, кластер имеет около 10000 потоков.

## История выпуска
12 апреля 2006 Sun объявила о передаче в производство процессора UltraSPARC T2. Он был выпущен 7 августа 2007 и считался на тот момент самым быстрым в мире процессором.
9 апреля 2008 Sun объявила о выходе UltraSPARC T2 Plus.

## Открытая архитектура
11 декабря 2007 Sun опубликовала архитектуру процессора UltraSPARC T2 (в виде verilog-описания) под открытой лицензией GNU General Public License в рамках программы OpenSPARC.